# Luis Queirolo Repetto
Luis Queirolo Repetto (Montevideo, 3 de marzo de 1862 - 8 de diciembre de 1947) fue un pintor uruguayo, reconocido particularmente por su faceta de retratista.

## Biografía

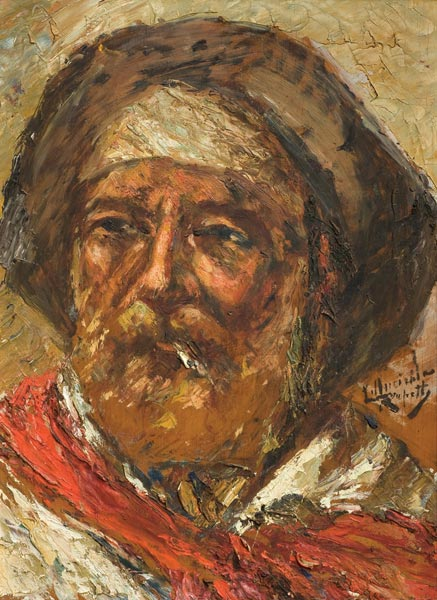
Obra de Queirolo Repetto en la cual retrata a un gaucho.

Siendo aún un niño viajó a Génova donde se educó y recibió su primera instrucción en el dibujo. Regresa por breve tiempo a Montevideo para volver a Génova e ingresar a la Academia Ligústica, en la que estudió con el pintor veneciano Pietro Paietta y se relacionó con los talleres y academias de Florencia. En esta época realiza varios de sus óleos entre los que figuran Partida de Ajedrez y Lectura interesante.
En 1897 se radica definitivamente en su Montevideo natal y se dedica a la pintura y a la enseñanza del dibujo en Secundaria.

## Obra y reconocimientos
Participó en varias exposiciones de nivel internacional, destacándose su intervención en la "Exposición Iberoamericana de Sevilla" en 1930, donde fue galardonado con la Medalla de oro. En Uruguay participó en 1908 en la "Exposición de Pintores Uruguayos" organizada por el Club Católico, posteriormente en 1926 participa en la primera "Exposición Nacional de Artistas Libres". Asimismo expone en el Salón de Otoño en 1927 y en la "Exposición del Centenario de la Independencia" en 1930 donde se exhibió su óleo “Retrato de mi hijo Carlos”. En otros salones nacionales obtiene una mención por su óleo “Lago del Prado”, mientras que su cuadro “Viejo durmiendo” fue elegido en el "Salón Municipal" de 1940 por votación popular. Percatándose de su capacidad como retratista, el Estado uruguayo le encargó más de cincuenta retratos de figuras históricas uruguayas como José Gervasio Artigas, José Batlle y Ordóñez, Joaquín Suárez, Fructuoso Rivera, Claudio Williman y Leandro Gómez, entre otros. Fue el autor también de obras con temas históricos, siendo “Artigas en 1815” uno de sus más destacados cuadros.
Sus obras se exponen en el Museo Nacional de Bellas Artes, en el Museo Municipal Juan Manuel Blanes, en el Museo Histórico Nacional y en otras dependencias del estado, mientras que muchas de ellas se encuentran en colecciones privadas.